# Institution des Chartreux
 (mars 2018).
L'Institution des Chartreux est un groupe scolaire catholique privé, sous contrat d'association avec l'État, dont les huit établissements sont situés à Lyon, Saint-Cyr-au-Mont-d'Or, Champagne-au-Mont-d'Or, Caluire-et-Cuire et Saint-Étienne.
Cet ensemble scolaire, communément appelée « Les Chartreux » rassemble, de la maternelle aux classes post-bac, près de 4 000 élèves, 280 professeurs, 40 instituteurs et plus de 150 personnes d'encadrement et de service.

## Enseignement général
Le groupe scolaire des Chartreux assure un enseignement de la maternelle au post-bac.

### Écoles maternelles et élémentaires
- Les Chartreux Croix-Rousse Lyon (1er arrondissement)
- Les Chartreux Saint-Romain Caluire-et-Cuire (Rhône)
- Les Chartreux Sainte-Blandine Saint-Cyr-au-Mont-d'Or (Rhône)
- Les Chartreux Sainte-Famille Saint-Étienne (Loire).
- Les Chartreux Saint-Joseph Champagne-au-Mont-d'Or (Rhône)

### Collèges
- Les Chartreux Croix-Rousse Lyon (1er arrondissement) / Internat à partir de la 4e.
- Les Chartreux Saint-Charles Lyon (4e arrondissement)
- Les Chartreux Sainte-Famille Saint-Étienne (Loire).

### Lycée
- Les Chartreux Croix-Rousse Lyon (1er arrondissement) / Internat : lycée préparant au baccalauréat général.

## Enseignement supérieur

### Classes préparatoires aux grandes écoles
Les Chartreux Croix-Rousse Lyon (1er arrondissement) / Internat
- ECG (Économique et Commercial, voie Générale)
- BL (Lettres et Sciences Sociales)
- IEP (Instituts d'Études Politiques)

Les Chartreux Saint-Just Lyon (5e arrondissement) / Internat
- Scientifique. CPE Lyon (École d'ingénieur en Chimie et sciences du numérique)

### Formations diplômantes
Les Chartreux - Sup-Alta Lyon (1er arrondissement)
- BTS SIO (Services Informatiques aux Organisations)
- BTS CG (Comptabilité-Gestion)

- Une filière Expertise comptable et Commissariat aux Comptes : DCG, DSCG.

## Classement du lycée
Selon Le Figaro, le lycée se classe 1er sur 103 établissements de l'académie de Lyon, 1er sur 63 sur le département, 13e sur 1 503 établissements sur le plan national. Dans son article du 21 mars 2018, le Figaro classait le lycée des Chartreux à la 5e place nationale des lycées par mentions décrochées au baccalauréat.
Selon l'Étudiant, le lycée se classe 5e des établissements de l'académie de Lyon .
Selon l'Express, le lycée se classe 11e sur 67 au niveau départemental et 202e sur 2 227 au niveau national. Le classement s'établit sur trois critères : le taux de réussite au bac, la proportion d'élèves de première qui obtient le baccalauréat en ayant fait les deux dernières années de leur scolarité dans l'établissement, et la valeur ajoutée (calculée à partir de l'origine sociale des élèves, de leur âge et de leurs résultats au diplôme national du brevet).

## Ouverture culturelle
Le Fonds de Dotation
Créé en 2011 sous l'impulsion du professeur chargé d'action culturelle Alain Gérente, le Fonds de dotation des Chartreux a pour mission de développer un programme d’actions patrimoniales, culturelles et solidaires d’utilité publique au service de l’éducation et de la formation.
Actions culturelles :
- Le partenariat avec la Villa Gillet sur des conférences mettant à l'honneur des personnalités du monde intellectuel (Paul Auster[6], Christian Schiaretti, Don DeLillo, Alain Jouffroy, Bernard Henri Lévy, Axel Kahn, Franck Riboud, Yves Bonnefoy, Russell Banks, Jim Harrison, Patrick Artus, Valéry Giscard d'Estaing, Jacques Attali...).

- La Maîtrise des Chartreux.

- La Saison musicale lancée en 2017, accueille des figures de la musique classique (Anne Gastinel[7]) ou de jeunes ensembles musicaux de la scène lyonnaise (Consort Brouillamini[8]).

Actions Solidaires :
- Participation à la Virade de l'Espoir, Banque alimentaire, Opération Orange de Sœur Emmanuelle.

## Administration

### Direction
Le supérieur actuel de l'Institution et directeur du groupe est l'abbé Jean-Bernard Plessy, depuis la rentrée 2003. Il fut auparavant vice-supérieur de l'Institution et professeur de philosophie.

## Anciens élèves
Le lycée compte plusieurs anciens élèves devenus notables dans des domaines très variés, comme la littérature (avec Jean Reverzy), la scène théâtrale et musicale (Dominique Delorme), la recherche scientifique (Thibault Damour), la diplomatie et la politique (Jean Jules Jusserand, Maurice-René Simonnet, Joseph Fontanet, Benjamin Griveaux), le journalisme (Paul Sugy), l'entrepreneuriat (Xavier Duportet, famille Babolat), mais aussi l'Église (Loïc Lagadec) et la médecine.

## Controverses

### Militantisme anti-IVG
En 2001, plusieurs médias ont relevé la fronde d'une partie du corps enseignant vis-à-vis de la direction, au sujet de l'accueil d'un prêtre condamné pour des prises de positions anti-IVG,.

### Scandales sexuels
Plusieurs des scandales sexuels qui ont entaché le diocèse de Lyon (Affaire Philippe Barbarin, Affaire Bernard Preynat,..) ont éclaboussé l'Institution, dévoilant une série de faits anciens et souvent prescrits ; mais c'est surtout l'ouverture en 2022 d'une enquête concernant le père Babolat, ancien supérieur de l’institution des Chartreux décédé en 2006, qui provoque l'émoi de la communauté.

## Accessibilité
Établissement Les Chartreux Croix-Rousse (Lyon 1er) :
- : Arrêt Croix-Rousse
- : Arrêt Clos Jouve
- : Arrêt Clos Jouve
- : Arrêt Les Chartreux

Établissement Les Chartreux Saint-Charles (Lyon 4e) :
- : Arrêt Serin - Saint-Charles
- : Arrêt Serin - Saint-Charles
- : Pont Clemenceau

Établissement Les Chartreux Saint-Just (Lyon 5e) :
- : Arrêt Vieux-Lyon
- : Arrêts Saint-Just & Minimes Théâtres Romains
- : Arrêt Choulans-Tourelles
- : Arrêt Choulans-Tourelles
- : Arrêt Saint-Just

Établissement Les Chartreux Sainte-Famille (Saint-Étienne) :
- T1 T3 Arrêt Anatole France